# Salut Germain
Salut Germain ist eine 13-teilige Fernsehserie des Deutschen Fernsehfunks aus dem Jahre 1971. Helmut Krätzig schrieb das Drehbuch und führte Regie. In den Hauptrollen spielten Ulrich Thein und Monika Gabriel.
Den historischen Hintergrund der Serie bildet der Kampf einer Résistance-Gruppe im von Deutschland besetzten Frankreich in den Jahren 1943–1944.

## Handlung
Nach dem Überfall Nazi-Deutschlands auf Frankreich im Mai 1940 und der Installation von Marionettenregierungen bildeten sich bald Widerstandsbewegungen gegen die deutschen Besatzer, angeführt von der französischen Résistance, die in den Jahren 1943/1944 entscheidende Erfolge erzielen konnte.
Der junge deutsche Soldat Stefan Roderich, später Germain genannt, desertiert aus der Wehrmacht und schließt sich dem französischen Widerstand an. Seine Kontaktperson in der Résistance ist die hübsche Französin Babette. Die Mitglieder der Widerstandsgruppe stehen dem Deutschen anfangs argwöhnisch gegenüber, übertragen ihm aber bald riskante Aufgaben und wählen ihn sogar zum Kommandanten seiner Einheit. Mutig erfüllt die Gruppe ihre Aufträge. Sie sprengen Munitionszüge, retten Kameraden aus den Fängen der Gestapo und versuchen, den Kommandanten einer Festung von deren kampfloser Übergabe zu überzeugen.

## Episoden
- Zweitens kommt es anders...
- Vorübergehend Gestapomann
- Dynamit aus Büchern
- Rendezvous bei Abbé Jerome
- Lilli Marlen wechselt die Front
- Kennwort „confiance“
- Zweimal um Haaresbreite
- Mädchenräuber und falscher Major
- Überraschungen im Jagdschloss
- Der Minenleger fährt mit im Zug
- Nachts bei Lilian
- Kommando Feuer – zurück!
- Die letzte Nacht in Paris